# Prunus gharbiana
Prunus gharbiana är en rosväxtart som beskrevs av Louis Charles Trabut. Prunus gharbiana ingår i släktet prunusar, och familjen rosväxter. Inga underarter finns listade i Catalogue of Life.